# Elvis på turné
Elvis på turné (engelska: Elvis On Tour) är en amerikansk dokumentärfilm från 1972 om Elvis Presley i regi av Robert Abel och Pierre Adidge.

## Innehåll
Året är 1972, Elvis Presley har gjort liveframträdanden i 2 år. Man bestämmer sig nu att göra ytterligare en dokumentärfilm om Elvis konserter, men denna gång på hans USA-turné. Filmen visade på ett rättvist sätt Elvis framträdanden och plockade fram det bästa ur honom. I filmen syns även stora delar av Elvis anställda, och även hans far, Vernon Presley, ses i filmen. Filmen gavs ut i nyutgåva i Sverige den 26 januari 2011.

## Priser
Filmen vann en Golden Globe för bästa dokumentär 1972.